# Frontenac (Lot)
Frontenac è un comune francese di 76 abitanti situato nel dipartimento del Lot nella regione dell'Occitania.

## Società

### Evoluzione demografica
Abitanti censiti